# Heterospilus humeralis
Heterospilus humeralis är en stekelart som beskrevs av William Harris Ashmead 1894. Heterospilus humeralis ingår i släktet Heterospilus och familjen bracksteklar. Inga underarter finns listade i Catalogue of Life.